# Měsíce Jupiteru
Jupiter má nejméně 97 měsíců (údaj k 30. 4. 2025). Čtyři největší měsíce, známé jako „galileovské měsíce“ jsou Io, Europa, Ganymedes a Callisto. 

## Rodiny Jupiterových satelitů

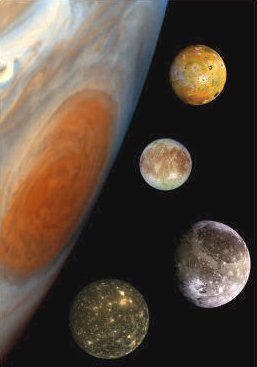
4 galileovské měsíce ve srovnání s Jupiterem a jeho Velkou rudou skvrnou. Odshora vidíme: Io, Europu, Ganymeda a Callisto.

## Tabulka měsíců
| Jméno         | Označení    | Označení   | Elementy dráhy         | Elementy dráhy | Elementy dráhy  | Elementy dráhy   | Rozměr (km)       | Hvězdná velikost (mag) | Rok objevu | Objevitel                                                    |
| Jméno         | definitivní | předběžné  | velká poloosa (103 km) | výstřednost    | sklon dráhy (°) | doba oběhu (dny) | Rozměr (km)       | Hvězdná velikost (mag) | Rok objevu | Objevitel                                                    |
| ------------- | ----------- | ---------- | ---------------------- | -------------- | --------------- | ---------------- | ----------------- | ---------------------- | ---------- | ------------------------------------------------------------ |
| Metis         | XVI         |            | 128,1                  | 0,001          | 0,021           | 0,295            | 44                | 17,5                   | 1980       | S.P. Synnott/Voyager 2                                       |
| Adrastea      | XV          |            | 128,9                  | 0,002          | 0,027           | 0,298            | 23x20x15 (16)     | 18,7                   | 1979       | D.C. Jewitt, E. Danielson                                    |
| Amalthea      | V           |            | 181,4                  | 0,003          | 0,389           | 0,498            | 270x166x150 (168) | 14,1                   | 1892       | E.E. Barnard                                                 |
| Thebe         | XIV         |            | 221,9                  | 0,018          | 1,070           | 0,675            | 100x90 (98)       | 16,0                   | 1980       | S.P. Synnott/Voyager 1                                       |
| Io            | I           |            | 421,8                  | 0,000          | 0,036           | 1,769            | 3643              | 5,0                    | 1610       | Galileo Galilei                                              |
| Europa        | II          |            | 671,1                  | 0,000          | 0,467           | 3,552            | 3122              | 5,3                    | 1610       | Galileo Galilei                                              |
| Ganymedes     | III         |            | 1070,0                 | 0,001          | 0,172           | 7,154            | 5262              | 4,6                    | 1610       | Galileo Galilei                                              |
| Callisto      | IV          |            | 1882,3                 | 0,007          | 0,307           | 16,689           | 4821              | 5,7                    | 1610       | Galileo Galilei                                              |
| Themisto      | XVIII       | S/2000 J1  | 7507,0                 | 0,242          | 43,08           | 130,0            | 9                 | 21,0                   | 2000       | S.S. Sheppard, D.C. Jewitt, Y. Fernandez, G. Magnier         |
| Leda          | XIII        |            | 11 165,0               | 0,164          | 27,46           | 240,9            | 20x14 (18)        | 20,2                   | 1974       | C. Kowal                                                     |
| Himalia       | VI          |            | 11 451,0               | 0,151          | 30,49           | 250,2            | 170               | 14,8                   | 1904       | C. Perrine                                                   |
| Ersa          | LXXI        | S/2018 J1  | 11 453,0               | 0,094          | 30,61           | 250,4            | 2                 |                        | 2018       | S. S. Sheppard et al.                                        |
| Pandia        | LXV         | S/2017 J4  | 11 494,8               | 0,180          | 28,16           | 251,8            | 2                 |                        | 2017       | S. S. Sheppard et al.                                        |
| Lysithea      | X           |            | 11 717,0               | 0,112          | 28,30           | 259,9            | 46x32 (38)        | 18,2                   | 1938       | S. Nicholson                                                 |
| Elara         | VII         |            | 11 741,0               | 0,217          | 26,63           | 259,6            | 78                | 16,6                   | 1905       | C. Perrine                                                   |
| Dia           | LIII        | S/2000 J11 | 12 570,4               | 0,205          | 28,2            | 274              | 4                 | 22,4                   | 2000       | S.S. Sheppard, D.C. Jewitt, Y. Fernandez, G. Magnier         |
| Carpo         | XLVI        | S/2003 J20 | 16 989,0               | 0,430          | 51,4            | 456,1            | 3                 | 23,0                   | 2003       | S.S. Sheppard                                                |
|               |             | S/2003 J12 | 19 002,0               | 0,376          | 145,8           | 533,3            | 1                 | 23,9                   | 2003       | S.S. Sheppard                                                |
| Valetudo      | LXII        | S/2016 J 2 | 18 928,1               | 0,221          | 34,014          | 532              | 1                 |                        | 2016       | S.S. Sheppard                                                |
| Euporie       | XXXIV       | S/2001 J10 | 19 302,0               | 0,144          | 145,8           | 550,7            | 2                 | 23,1                   | 2001       | S.S. Sheppard, D.C. Jewitt, J. Kleyna                        |
| Eupheme       | LX          | S/2003 J3  | 19 621,8               | 0,251          | 146,4           | 561,5            | 2                 | 23,4                   | 2003       | S. S. Sheppard et al.                                        |
|               |             | S/2003 J18 | 20 700,0               | 0,119          | 146,5           | 606,3            | 2                 | 23,4                   | 2003       | B. Gladman                                                   |
|               |             | S/2010 J2  | 20 307,1               | 0,307          | 150,4           | 588,1            | 1                 | 23,9                   | 2010       | C. Veillet                                                   |
| Orthosie      | XXXV        | S/2001 J9  | 20 721,0               | 0,281          | 145,9           | 622,6            | 2                 | 23,1                   | 2001       | S.S. Sheppard, D.C. Jewitt, J. Kleyna                        |
| Euanthe       | XXXIII      | S/2001 J7  | 20 799,0               | 0,232          | 148,9           | 620,6            | 3                 | 22,8                   | 2001       | S.S. Sheppard, D.C. Jewitt, J. Kleyna                        |
| Thyone        | XXIX        | S/2001 J2  | 20 940,0               | 0,229          | 148,5           | 627,3            | 4                 | 22,3                   | 2001       | S.S. Sheppard, D.C. Jewitt, J. Kleyna                        |
|               |             | S/2003 J16 | 21 000,0               | 0,270          | 148,6           | 595,4            | 2                 | 23,3                   | 2003       | B. Gladman                                                   |
| Mneme         | XL          | S/2003 J21 | 21 069,0               | 0,227          | 148,6           | 620,0            | 2                 | 23,3                   | 2003       | S.S. Sheppard, B. Gladman                                    |
| Harpalyke     | XXII        | S/2000 J5  | 21 105,0               | 0,226          | 148,6           | 623,3            | 4                 | 22,2                   | 2000       | S.S. Sheppard, D.C. Jewitt, Y. Fernandez, G. Magnier         |
| Hermippe      | XXX         | S/2001 J3  | 21 131,0               | 0,210          | 150,7           | 633,9            | 4                 | 22,1                   | 2001       | S.S. Sheppard, D.C. Jewitt, J. Kleyna                        |
| Praxidike     | XXVII       | S/2000 J7  | 21 147,0               | 0,230          | 149,0           | 625,3            | 7                 | 21,2                   | 2000       | S.S. Sheppard, D.C. Jewitt, Y. Fernandez, G. Magnier         |
| Thelxinoe     | XLII        | S/2003 J22 | 21 162,0               | 0,221          | 151,4           | 628,1            | 2                 | 23,5                   | 2004       | S.S. Sheppard, B. Gladman                                    |
| Helike        | XLV         | S/2003 J6  | 21 263,0               | 0,156          | 154,8           | 634,8            | 4                 | 22,6                   | 2003       | S.S. Sheppard                                                |
| Iocaste       | XXIV        | S/2000 J3  | 21 269,0               | 0,216          | 149,4           | 631,5            | 5                 | 21,8                   | 2000       | S.S. Sheppard, D.C. Jewitt, Y. Fernandez, G. Magnier         |
| Ananke        | XII         |            | 21 276,0               | 0,244          | 148,9           | 610,5            | 28                | 18,9                   | 1951       | S. Nicholson                                                 |
| Herse         |             | S/2003 J17 | 22 000,0               | 0,190          | 163,7           | 690,3            | 2                 | 23,4                   | 2003       | B. Gladman                                                   |
|               |             | S/2003 J9  | 22 441,4               | 0,269          | 164,5           | 683,0            | 1                 | 23,7                   | 2003       | S. S. Sheppard et al.                                        |
| Philophrosyne | LVIII       | S/2003 J15 | 22 721,0               | 0,093          | 141,8           | 699,7            | 2                 | 23,5                   | 2003       | S.S. Sheppard                                                |
|               |             | S/2003 J19 | 22 800,0               | 0,334          | 162,9           | 701,3            | 2                 | 23,7                   | 2003       | B. Gladman                                                   |
| Eurydome      | XXXII       | S/2001 J4  | 22 865,0               | 0,276          | 150,3           | 717,3            | 3                 | 22,7                   | 2001       | S.S. Sheppard, D.C. Jewitt, J. Kleyna                        |
| Arche         | XLIII       | S/2002 J1  | 22 931,0               | 0,259          | 165,0           | 723,9            | 3                 | 22,8                   | 2002       | S.S. Sheppard                                                |
| Autonoe       | XXVIII      | S/2001 J1  | 23 039,0               | 0,334          | 152,9           | 762,7            | 4                 | 22,0                   | 2001       | S.S. Sheppard, D.C. Jewitt, J. Kleyna                        |
| Pasithee      | XXXVIII     | S/2001 J6  | 23 096,0               | 0,267          | 165,1           | 719,5            | 2                 | 23,2                   | 2001       | S.S. Sheppard, D.C. Jewitt, J. Kleyna                        |
| Chaldene      | XXI         | S/2000 J10 | 23 179,0               | 0,251          | 165,2           | 723,8            | 4                 | 22,5                   | 2000       | S.S. Sheppard, D.C. Jewitt, Y. Fernandez, G. Magnier         |
| Kale          | XXXVII      | S/2001 J8  | 23 217,0               | 0,260          | 165,0           | 729,5            | 2                 | 23,0                   | 2001       | S.S. Sheppard, D.C. Jewitt, J. Kleyna                        |
| Isonoe        | XXVI        | S/2000 J6  | 23 217,0               | 0,246          | 165,2           | 725,5            | 4                 | 22,5                   | 2000       | S.S. Sheppard, D.C. Jewitt, Y. Fernandez, G. Magnier         |
| Eirene        | LVII        | S/2003 J5  | 23 973,9               | 0,307          | 165,5           | 758,3            | 4                 |                        | 2003       | S.S. Sheppard et al.                                         |
| Aitne         | XXXI        | S/2001 J11 | 23 231,0               | 0,264          | 165,1           | 730,2            | 3                 | 22,7                   | 2001       | S.S. Sheppard, D.C. Jewitt, J. Kleyna                        |
|               |             | S/2003 J4  | 23 257,6               | 0,204          | 144,9           | 723,2            | 2                 | 23,0                   | 2003       | S.S. Sheppard                                                |
| Erinome       | XXV         | S/2000 J4  | 23 279,0               | 0,266          | 164,9           | 728,3            | 3                 | 22,8                   | 2000       | S.S. Sheppard, D.C. Jewitt, Y. Fernandez, G. Magnier         |
|               |             | S/2010 J1  | 23 314,3               | 0,320          | 163,2           | 723,2            | 2                 | 23,3                   | 2010       | R. Jacobson, M. Brozovic, B. Gladman, and M. Alexandersen    |
| Taygete       | XX          | S/2000 J9  | 23 360,0               | 0,252          | 165,2           | 732,2            | 5                 | 21,9                   | 2000       | S.S. Sheppard, D.C. Jewitt, Y. Fernandez, G. Magnier         |
| Carme         | XI          |            | 23 404,0               | 0,253          | 164,9           | 702,3            | 46                | 17,9                   | 1938       | S. Nicholson                                                 |
| Sponde        | XXXVI       | S/2001 J5  | 23 487,0               | 0,312          | 151,0           | 748,3            | 2                 | 23,0                   | 2001       | S.S. Sheppard, D.C. Jewitt, J. Kleyna                        |
| Kalyke        | XXIII       | S/2000 J2  | 23 583,0               | 0,245          | 165,2           | 743,0            | 5                 | 21,8                   | 2000       | S.S. Sheppard, D.C. Jewitt, Y. Fernandez, G. Magnier         |
| Pasiphae      | VIII        |            | 23 624,0               | 0,409          | 151,4           | 708,0            | 58                | 16,9                   | 1908       | P. Melotte                                                   |
| Eukelade      | XLVII       | S/2003 J1  | 23 661,0               | 0,272          | 165,5           | 746,4            | 4                 | 22,6                   | 2003       | S.S. Sheppard                                                |
| Megaclite     | XIX         | S/2000 J8  | 23 806,0               | 0,421          | 152,8           | 752,8            | 6                 | 21,7                   | 2000       | S.S. Sheppard, D.C. Jewitt, Y. Fernandez, G. Magnier         |
| Sinope        | IX          |            | 23 939,0               | 0,250          | 158,1           | 724,5            | 38                | 18,3                   | 1914       | S. Nicholson                                                 |
| Hegemone      | XXXIX       | S/2003 J8  | 23 947,0               | 0,328          | 155,2           | 739,6            | 3                 | 22,8                   | 2003       | S.S. Sheppard                                                |
| Aoede         | XLI         | S/2003 J7  | 23 981,0               | 0,432          | 158,3           | 761,5            | 4                 | 22,5                   | 2003       | S.S. Sheppard                                                |
| Kallichore    | XLIV        | S/2003 J11 | 24 043,0               | 0,264          | 165,5           | 764,7            | 2                 | 23,7                   | 2003       | S.S. Sheppard                                                |
|               |             | S/2003 J23 | 24 055,6               | 0,309          | 149,2           | 759,7            | 2                 | 23,6                   | 2003       | S.S. Sheppard                                                |
|               |             | S/2003 J5  | 24 084,8               | 0,210          | 165,0           | 759,7            | 4                 | 22,4                   | 2003       | S.S. Sheppard                                                |
| Callirrhoe    | XVII        | S/1999 J1  | 24 102,0               | 0,283          | 147,1           | 758,8            | 7                 | 20,8                   | 1999       | J.V. Scotti, T.B. Spahr, R.S. McMillan, J.A. Larsen, J. Mont |
|               |             | S/2003 J10 | 24 249,5               | 0,214          | 164,1           | 767,0            | 2                 | 23,6                   | 2003       | S.S. Sheppard                                                |
| Cyllene       | XLVIII      | S/2003 J13 | 24 349,0               | 0,319          | 149,3           | 737,8            | 2                 | 23,2                   | 2003       | S.S. Sheppard                                                |
|               |             | S/2003 J14 | 25 000,0               | 0,222          | 140,9           | 807,8            | 2                 | 23,6                   | 2003       | S.S. Sheppard                                                |
|               |             | S/2003 J2  | 28 570,7               | 0,380          | 151,8           | 982,5            | 2                 | 23,2                   | 2003       | S.S. Sheppard                                                |